# Mattias Eriksson Falk
Mattias Bengt Dale Eriksson Falk, född 16 augusti 1990 i Heliga Trefaldighets församling i Gävle, är en svensk politiker (sverigedemokrat). Han är ordinarie riksdagsledamot sedan 2022, invald för Södermanlands läns valkrets.
I riksdagen är han suppleant i arbetsmarknadsutskottet finansutskottet, näringsutskottet, skatteutskottet och riksdagens valberedning.

## Politisk bakgrund

### Region Gävleborg
Eriksson Falk valdes 2015 in som suppleant i Regionfullmäktige i Region Gävleborg och är sedan valet 2018 ledamot. Den 22 november 2022 valdes Eriksson Falk till ordförande för regionfullmäktige. Han var under åren 2015-2018 oppositionsråd för Sverigedemokraterna.

### Gävle kommun
Eriksson Falk valdes 2012 in som suppleant i Gävle kommunfullmäktige och är sedan 2015 ledamot. Han var oppositionsråd för Sverigedemokraterna i Gävle kommun åren 2019-2022 och då även ledamot av kommunstyrelsen.

### Svenska kyrkan
Åren 2009-2021 representerade Eriksson Falk Sverigedemokraterna i Gävle församling, tidigare Gävle pastorat, som ledamot i kyrkofullmäktige. Han har varit suppleant och därefter ledamot i Uppsala stiftsfullmäktige och ledamot i stiftsstyrelsen.

### Sverigedemokraterna
Han sitter i ledningen för partidistriktet i Gävleborg och är där invald som andre vice ordförande, han är även vice ordförande för kommunföreningen i Gävle. För Sverigedemokraternas riksorganisation är han sedan 2019 sekreterare i valberedningen.